# Araç

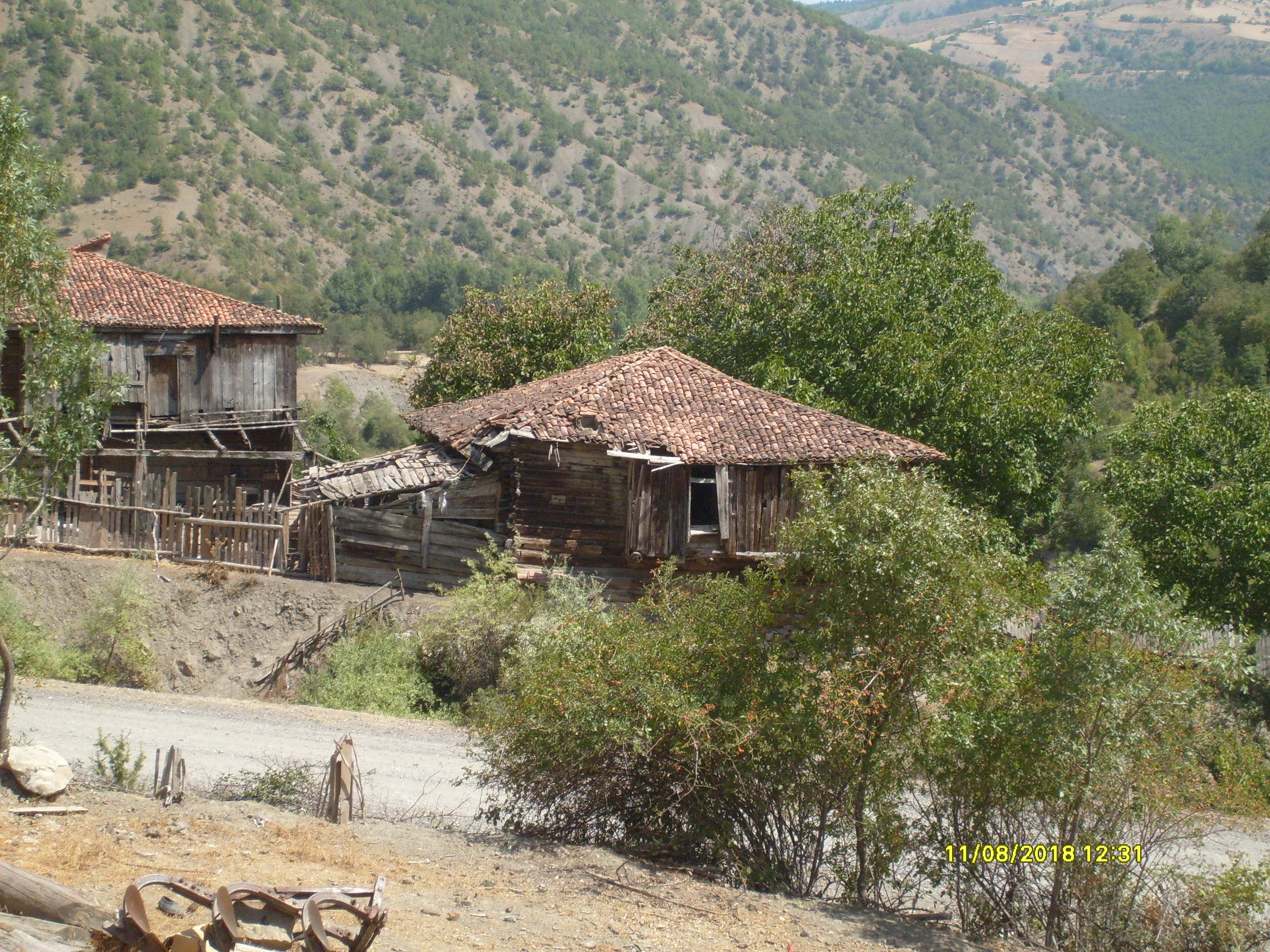
Sarıhacı

Araç ist eine Stadt und Hauptort des gleichnamigen Landkreises in der in Provinz Kastamonu in der zentralen Schwarzmeerregion (türkisch Orta Karadeniz Bölgesi) der Nordtürkei. Araç wurde 1866 zur Gemeinde (Belediye) erhoben und liegt etwa 45 Kilometer westlich der Provinzstadt Kastamonu an der Fernstraße D 30. Der Fluss Araç Çayı durchfließt die Stadt und den Landkreis in westlicher Richtung.

## Landkreis
Der Landkreis liegt im Südwesten der Provinz und grenzt an den Kreis Daday im Norden, den Kreis İhsangazi im Osten sowie an die Provinz Karabük im Westen und die Provinz Çankırı im Süden.

### Gliederung des Landkreises
Der Landkreis Araç ist in drei Bucak unterteilt: Merkez, Boyalı und İğdir.
Im Bucak Merkez liegen folgende Dörfer (Köy):
| - Akıncılar - Aktaş - Alınören - Aşağıikizören - Aşağıoba - Aşağıyazı - Avlacık - Avlağıçayırı - Başköy - Bektüre - Belkavak - Boğdam - Cevizlik - Çalköy | - Çukurpelit - Dereçatı - Doğanca - Ekinözü - Fındıklı - Gemi - Gökceçat - Gölcük - Haliloba - Huruçören - Kavacık - Kızılsaray - Ömersin - Özbel | - Pelitören - Sarpun - Serdar - Sıragömü - Tatlıca - Toygaören - Tuzaklı - Ulucak - Yenice - Yukarıikizören - Yukarıoba - Yukarıyazı - Yurttepe |

Im Bucak Boyalı liegen folgende Dörfer:
| - Alakaya - Bahçecik - Çavuş - Çerçiler - Doğanpınar - Doruk - Güzlük - Hatip | - Karacık - Kavak - Kayaören - Kemerler - Kışlaköy - Kirazlı - Kovanlı - Köklüdere | - Muratlı - Okluk - Palazlar - Sarıhacı - Susuz - Sümenler - Tavşanlı |

Im Bucak İğdir liegen folgende Dörfer:
| - Ahatlar - Akgeçit - Aksu - Aşağıçobanözü - Aşağıılıpınar - Balçıkhisar - Belen - Celepler - Çamaltı - Çaykaşı - Çubukludere - Damla - Değirmençay - Deretepe - Erekli - Eskiiğdir - Gergen - Gökçesu - Gülükler | - Güzelce - Hanözü - İğdir - İğdirkışla - İhsanlı - Karaçalar - Karakaya - Karcılar - Kayabaşı - Kayaboğazı - Kıyan - Kıyıdibi - Kızılören - Köklüyurt - Köse - Müslimler - Okçular - Oycalı | - Pınarören - Recepbey - Saltuklu - Samatlar - Sofcular - Şehrimanlar - Şenyurt - Şiringüney - Taşpınar - Tellikoz - Terke - Tokatlı - Uğur - Üçpınar - Yeşilova - Yukarıçobanözü - Yukarıgüney - Yukarıılıpınar |

Die Einwohnerzahlen der 119 Dörfer liegen zwischen 1422 (İğdir) und 16 (Değirmençay). Der Durchschnitt liegt bei 98 Bewohnern pro Dorf, 36 Dörfer haben mehr Einwohner als dieser Durchschnitt. Knapp 65 % der Bevölkerung wohnt auf dem Land.